# Premier del Nuovo Brunswick
Il Premier del Nuovo Brunswick (in inglese:  Premier of New Brunswick, in francese:  Premier ministre du Nouveau-Brunswick) è il capo del governo della provincia canadese del Nuovo Brunswick. L'ufficio è stato istituito nel 1854, quando l'allora Colonia della Corona britannica del Nuovo Brunswick ricevette un "governo responsabile".

## Elenco

### Colonia del Nuovo Brunswick
| Immagine | Nome (Nascita–Morte)              | Mandato                            | Note  |
| -------- | --------------------------------- | ---------------------------------- | ----- |
|          | Charles Fisher (1808–1880)        | 1º novembre 1854 – maggio 1856     | [ 1 ] |
|          | John Hamilton Gray (1814–1889)    | 21 giugno 1856 – giugno 1857       | [ 2 ] |
|          | Charles Fisher (1808–1880)        | 1º giugno 1857 – 19 marzo 1861     | [ 1 ] |
|          | Samuel Leonard Tilley (1818–1896) | 19 marzo 1861 – marzo 1865         | [ 3 ] |
|          | Albert J. Smith (1822–1883)       | 21 settembre 1865 – 14 aprile 1866 | [ 4 ] |
|          | Peter Mitchell (1824–1899)        | aprile 1866 – agosto 1867          | [ 5 ] |

#### Provincia del Nuovo Brunswick (1867–1931)
| Immagine | Nome (Nascita–Morte)             | Mandato                                  | Note   |
| -------- | -------------------------------- | ---------------------------------------- | ------ |
|          | Andrew R. Wetmore (1820–1892)    | 16 agosto 1867 – 25 maggio 1870          | [ 6 ]  |
|          | George E. King (1839–1901)       | 9 giugno 1870 – 21 febbraio 1871         | [ 7 ]  |
|          | George L. Hathaway (1813–1872)   | 22 febbraio 1871 – 5 luglio 1872 (morto) | [ 8 ]  |
|          | George E. King (1839–1901)       | 5 luglio 1870 – 3 maggio 1878            | [ 7 ]  |
|          | John James Fraser (1829–1896)    | giugno 1878 – 25 maggio 1882             | [ 9 ]  |
|          | Daniel L. Hanington (1835–1909)  | 25 maggio 1882 – febbraio 1883           | [ 10 ] |
|          | Andrew George Blair (1844–1907)  | 3 marzo 1883 – 17 luglio 1896            | [ 11 ] |
|          | James Mitchell (1843–1897)       | 17 luglio 1896 – 29 ottobre 1897         | [ 12 ] |
|          | Henry R. Emmerson (1853–1914)    | 29 ottobre 1897 – 31 agosto 1900         | [ 13 ] |
|          | Lemuel J. Tweedie (1849–1917)    | 1º settembre 1900 – 2 marzo 1907         | [ 14 ] |
|          | William Pugsley (1850–1925)      | 6 marzo 1907 – 31 maggio 1907            | [ 15 ] |
|          | Clifford W. Robinson (1866–1944) | 31 maggio 1907 – 24 marzo 1908           | [ 16 ] |
|          | John Douglas Hazen (1860–1937)   | 24 marzo 1908 – 10 ottobre 1911          | [ 17 ] |
|          | James Kidd Flemming (1868–1927)  | 16 ottobre 1911 – 6 dicembre 1914        | [ 18 ] |
|          | George Clarke (1857–1917)        | 6 dicembre 1914 – 1º febbraio 1917       | [ 19 ] |
|          | James A. Murray (1864–1960)      | 1º febbraio 1917 – 4 aprile 1917         | [ 20 ] |
|          | Walter E. Foster (1873–1947)     | 4 aprile 1917 – 1º febbraio 1923         | [ 21 ] |
|          | Peter J. Veniot (1863–1936)      | 28 febbraio 1923 – 10 settembre 1925     | [ 22 ] |
|          | John B.M. Baxter (1868–1946)     | 14 settembre 1925 – maggio 1931          | [ 23 ] |

### Provincia del Nuovo Brunswick (1931–)
| Immagine | Nome (Nascita–Morte)                 | Mandato                            | Partito | Partito                                               | Note          |
| -------- | ------------------------------------ | ---------------------------------- | ------- | ----------------------------------------------------- | ------------- |
|          | Charles D. Richards (1879–1956)      | maggio 1931 – giugno 1933          |         | Partito Conservatore del Nuovo Brunswick              | [ 24 ]        |
|          | Leonard P.D. Tilley (1870–1947)      | giugno 1933 – 12 luglio 1935       |         | Partito Conservatore del Nuovo Brunswick              | [ 25 ]        |
|          | A. Allison Dysart (1880–1962)        | 16 luglio 1935 – 13 marzo 1940     |         | Associazione Liberale del Nuovo Brunswick             | [ 26 ]        |
|          | John B. McNair (1889–1968)           | 13 marzo 1940 – 8 ottobre 1952     |         | Associazione Liberale del Nuovo Brunswick             | [ 27 ]        |
|          | Hugh John Flemming (1899–1982)       | 8 ottobre 1952 – 12 luglio 1960    |         | Partito Conservatore Progressista del Nuovo Brunswick | [ 28 ]        |
|          | Louis Joseph Robichaud (1925–2005)   | 12 luglio 1960 – 12 novembre 1970  |         | Associazione Liberale del Nuovo Brunswick             | [ 29 ]        |
|          | Richard Bennett Hatfield (1931–1991) | 12 novembre 1970 – 27 ottobre 1987 |         | Partito Conservatore Progressista del Nuovo Brunswick | [ 30 ]        |
|          | Francis Joseph McKenna (1948–)       | 27 ottobre 1987 – 13 ottobre 1997  |         | Associazione Liberale del Nuovo Brunswick             | [ 31 ]        |
|          | Joseph Raymond Frenette (1935–2018)  | 14 ottobre 1997 – 14 maggio 1998   |         | Associazione Liberale del Nuovo Brunswick             | [ 32 ]        |
|          | Camille Thériault (1955–)            | 14 maggio 1998 – 21 giugno 1999    |         | Associazione Liberale del Nuovo Brunswick             | [ 33 ]        |
|          | Bernard Lord (1965–)                 | 21 giugno 1999 – 3 ottobre 2006    |         | Partito Conservatore Progressista del Nuovo Brunswick | [ 34 ] [ 35 ] |
|          | Shawn Graham (1968–)                 | 3 ottobre 2006 – 12 ottobre 2010   |         | Associazione Liberale del Nuovo Brunswick             | [ 35 ]        |
|          | David Alward (1959–)                 | 12 ottobre 2010 – 7 ottobre 2014   |         | Partito Conservatore Progressista del Nuovo Brunswick | [ 35 ]        |
|          | Brian Gallant (1982–)                | 7 ottobre 2014 – 9 novembre 2018   |         | Associazione Liberale del Nuovo Brunswick             | [ 35 ]        |
|          | Blaine Higgs (1954–)                 | 9. novembre 2018 – in carica       |         | Partito Conservatore Progressista del Nuovo Brunswick | [ 35 ]        |